# Черешеньки (селище)
Черешеньки — селище в Україні, у Білозерській селищній громаді Херсонського району Херсонської області. Населення становить 182 осіб.

## Історія
12 червня 2020 року, відповідно до Розпорядження Кабінету Міністрів України № 726-р «Про визначення адміністративних центрів та затвердження територій територіальних громад Херсонської області», увійшло до складу Білозерської селищної громади.
19 липня 2020 року, в результаті адміністративно-територіальної реформи та ліквідації Білозерського району, селище увійшло до складу Херсонського району.
24 лютого 2022 року селище тимчасово окуповане російськими військами під час російсько-української війни.
10 листопада 2022 року Збройні сили України визволили селище з-під російської окупації в ході контрнаступу в Херсонській області.

## Населення
Згідно з переписом УРСР 1989 року чисельність наявного населення селища становила 178 осіб, з яких 89 чоловіків та 89 жінок.
За переписом населення України 2001 року в селищі мешкало 182 особи.

### Мовний склад
Рідна мова населення за даними перепису 2001 року:
| Мова       | Чисельність, осіб | Доля     |
| ---------- | ----------------- | -------- |
| Українська | 176               | 96,70 %  |
| Російська  | 4                 | 2,20 %   |
| Білоруська | 2                 | 1,10 %   |
| Разом      | 182               | 100,00 % |